# Немзя
Немзя — упразднённая деревня в Красновишерском районе Пермского края Российской Федерации.
Входит в состав Усть-Язьвинского сельского поселения.

## География
Расположена на северо-востоке Пермского края в нижнем течении реки Глухая Вильва. 
Расстояние до краевого центра (г.Пермь) - 323 км. Расстояние до районного центра (г.Красновишерск) - 21 км.

## История
В письменных источниках деревня впервые упомянута в 1579 году. С XVI по XIX век входила во владения промышленников и землевладельцев Строгановых.

## Известные уроженцы
- Бражников, Александр Васильевич (1944) — бывший редактор газеты «Красная Вишера». Почетный гражданин Красновишерского района с 2011 года.[4].

## Достопримечательности
Деревянная церковь  Иоанна Предтечи (Иоанно-Предтеченская церковь). Была построена между приблизительно 1890 и 1917 годами. Не действующая с 16.09.1949 г. Сейчас здание находится в полуразрушенном состоянии. 